# Janusz Rybakowski
Janusz Kazimierz Rybakowski (ur. 8 stycznia 1946 w Krotoszynie) – polski lekarz psychiatra, profesor Uniwersytetu Medycznego w Poznaniu. 

## Życiorys
Szkołę podstawową i Liceum im. Hugona Kołłątaja ukończył w rodzinnym Krotoszynie. Dyplom lekarski uzyskał na Akademii Medycznej w Poznaniu (obecnie Uniwersytet Medyczny) w 1969 i na tej uczelni zdobywał kolejne stopnie naukowe i awanse akademickie (doktorat w 1973, habilitacja w 1980; obie rozprawy dotyczyły leczenia nawrotów chorób psychicznych litem). Tytuł naukowy profesora nauk medycznych otrzymał w 1990.
Na dorobek naukowy J. Rybakowskiego składa się szereg opracowań oryginalnych publikowanych m.in. w czasopismach takich jak: „Molecular Psychiatry", „The American Journal of Psychiatry", „JAMA Psychiatry", „The Lancet”, „Neuropsychobiology" oraz „Psychiatria Polska”. 
Jest członkiem Polskiego Towarzystwa Psychiatrycznego, którego w latach 1998–2001 był prezesem. Należy do Komitetu Neurobiologii PAN. Był członkiem Polskiej Zjednoczonej Partii Robotniczej do końca jej istnienia.
Jego dziadkiem był Władysław Rybakowski. Jego syn – Filip Rybakowski – także jest profesorem psychiatrii związanym z poznańskim Uniwersytetem Medycznym.